# Moi Claude empereur
Moi Claude empereur (I, Claudius) est une mini-série britannique en treize épisodes de 50 minutes, écrite par Jack Pulman, réalisée par Herbert Wise d'après le roman Moi, Claude de Robert Graves et diffusée entre le 20 septembre et le 6 décembre 1976 sur BBC2. La série évoque l'histoire des premiers temps de l'Empire romain, à travers les souvenirs imaginaires de l'empereur Claude.
En France, la série a été diffusée à partir du 7 juin 1978 sur Antenne 2, rediffusée pendant l'été 1982 sur Antenne 2 et rediffusée du 4 juillet au 15 août 1986 sur TMC. Et au Québec à partir du 30 janvier 1981 à la Télévision de Radio-Canada.

## Synopsis
Claude raconte sa vie dans une énorme autobiographie qui devrait, selon la Sibylle, être découverte 2 000 ans plus tard. Il commence par le règne d'Auguste et par les manigances criminelles de l'impératrice Livia, prête à tout pour que son fils Tibère hérite de l'Empire. Puis, c'est au tour de l'empereur Tibère, qui laisse Séjan, ambitieux sans scrupules, gouverner à sa place. Caligula, un fou sanguinaire qui se prend pour un dieu, lui succède. Enfin, Claude raconte son règne personnel, caractérisé par les débauches de sa femme Messaline et les intrigues de sa dernière épouse, Agrippine la Jeune.

## Fiche technique
- Titre : Moi Claude empereur
- Titre original : I, Claudius
- Réalisation : Herbert Wise
- Scénario : Jack Pulman (d'après les romans I, Claudius et Claudius the God de Robert Graves)
- Musique : Harry Robinowitz
- Effets spéciaux : Jeff Friedlander
- Production : Martin Lisemore
- Société de production : BBC
- Pays :  Royaume-Uni
- Langue : Anglais
- Format : Couleur
- Durée : 650 minutes

## Distribution
- Derek Jacobi (VF : Paul-Émile Deiber) : Claude
- Siân Phillips (VF : Nadine Alari puis Claude Chantal) : Livie (grand-mère paternelle de Claude)
- Brian Blessed (VF : René Arrieu) : Auguste (deuxième époux de Livie)
- George Baker (VF : William Sabatier) : Tibère (oncle de Claude, fils aîné de Livie)
- John Hurt (VF : Marc Cassot) : Caligula (neveu de Claude, fils de Germanicus)
- Margaret Tyzack (VF : Monique Thierry) : Antonia (mère de Claude)
- Ian Ogilvy (VF : Pierre Arditi) : Drusus (père de Claude)
- Frances White (VF : Sylviane Margollé) : Julia (fille d'Auguste)
- John Paul (en) (VF : Jean Martinelli) : Marcus Agrippa (deuxième époux de Julia)
- Christopher Guard (VF : Jean-Pierre Leroux) : Marcellus (premier époux de Julia)
- Kevin McNally (VF : Edgar Givry) : Castor (fils de Tibère)
- Patricia Quinn (VF : Tania Torrens) : Livilla (sœur de Claude)
- David Robb (VF : François Leccia puis Daniel Gall) : Germanicus (frère aîné de Claude)
- Fiona Walker (en) (VF : Jeanine Freson) : Agrippine l'Aînée (femme de Germanicus)
- John Castle (VF : Sady Rebbot) : Postumus (cousin de Claude)
- James Faulkner (VF : Henry Djanik puis Gérard Dessalles) : Hérode Agrippa
- Patrick Stewart (VF : Claude Joseph) : Séjan
- Stratford Johns (en) (VF : Albert Augier) : Pison
- Irene Hamilton (VF : Danielle Volle) : Plancina
- John Rhys-Davies (VF : Pierre Garin) : Macron
- Beth Morris (en) (VF : Sylvie Feit) : Drusilla (sœur de Caligula)
- Sam Dastor (en) (VF : Edgar Givry) : Cassius Chaerea
- Sheila White (en) (VF : Perrette Pradier) : Messaline (troisième femme de Claude)
- Bernard Hepton (VF : Georges Riquier) : Pallas
- John Cater (en) (VF : Pierre Trabaud) : Narcisse
- Barbara Young : Agrippine la Jeune
- Christopher Biggins (en) (VF : Jacques Ferrière) : Néron
- Sheila Ruskin (en) : Vipsania (première femme de Tibère)
- Karin Foley : Hélène (fille de Livilla)
- Graham Seed (en) : Britannicus (fils de Claude)
- Cheryl Johnson : Octavie (fille de Claude)
- Lyndon Brook : Appius Silanus
- Simon MacCorkindale : Lucius (fils de Julia)
- Isabel Dean : Lollia
- Donald Eccles (en) (VF : Georges Riquier) : Pollion

## Épisodes
1- Un parfum de meurtre (A Touch of Murder) Première diffusion : 20 septembre 1976.
Au crépuscule de sa vie, l'empereur Claude entreprend d'écrire toute l'histoire de sa vie, promettant de tout raconter sur les méfaits de sa famille aux générations futures. Son récit commence lors du septième anniversaire de la bataille d'Actium. L'empereur Auguste est certes un personnage remarquable mais il est manipulé sans le savoir par sa femme Livia, qui complote pour que son fils Tibère hérite un jour du pouvoir impérial. À l'époque, la rivalité est forte entre Marcus Agrippa, ami d'Auguste et vainqueur d'Actium, et Marcellus, gendre de l'empereur. Marcellus est un personnage falot qui dénigre à tout moment à la Cour l'importance d'Agrippa. Celui-ci, excédé, décide de s'exiler en Asie. Livia, qui voudrait bien voir Julia, fille d'Auguste, épouser Tibère, profite d'une occasion favorable pour empoisonner Marcellus. Auguste rejoint Agrippa en Asie afin de le convaincre de revenir. Agrippa y consent à condition qu'Auguste accepte de lui faire épouser Julia.
2- Une affaire de famille (Family Affairs) Première diffusion : 20 septembre 1976.
Le récit commence quinze ans après la mort de Marcellus. Agrippa est décédé à son tour après avoir donné plusieurs enfants à Julia. Celle-ci, sur les instances d'Auguste et de Livia, est maintenant l'épouse de Tibère. Tibère ne voulait pas de ce mariage, d'autant plus qu'il était déjà marié à Vipsania, qu'il aimait vraiment. Mais l'empereur lui a imposé le divorce et il partage sa vie avec une femme qu'il déteste. Son frère Drusus, qui a épousé la fille de Marc Antoine, a l'ambition de revenir à l'ancienne République car il juge la nouvelle constitution néfaste à Rome. Ses projets viennent aux oreilles de Livia, qui décide proprement de l'assassiner. Drusus, qui commandait alors aux frontières de la Germanie meurt peu après avoir vu son fils nouveau-né, le futur Claude.
3- La Prophétie (Waiting in the Wings) Première diffusion : 27 septembre 1976.
Quelques années plus tard, Auguste est devenu un vieillard qui délègue de plus en plus ses pouvoirs à son petit-fils Lucius, fils de Julia. Une ribambelle d'enfants, ceux de Julia et d'Antonia, s'active autour de lui. Parmi eux, Claude fait figure de mouton noir. Il est timide, bégaie, a de multiples tics et est maladroit comme tout. Il est la proie de moqueries de la part de sa sœur Livilla, et sa grand-mère Livia le déteste. Par contre, il est très apprécié de son frère Germanicus, de son cousin Postumus et de son ami Hérode Agrippa. Mais Livia a d'autres préoccupations plus importantes. Tibère s'est exilé à Rhodes et son épouse Julia le trompe avec toute l'aristocratie romaine. Livia parvient à convaincre Lucius de la dénoncer auprès d'Auguste. Celui-ci, complètement abattu, ne veut plus voir sa fille et l'exile sur une petite île déserte de la Méditerranée. Quelque temps plus tard, Lucius se noie lors du naufrage de son bateau. Pendant que Tibère revient finalement d'exil, certains commencent à soupçonner Livia d'être de mèche dans la mort de Lucius.
4- Que va-t-on faire pour Claude ? (What Shall We Do About Claudius?) Première diffusion : 4 octobre 1976.
Les petits-enfants d'Auguste sont maintenant tous devenus de jeunes adultes. Germanicus, le frère de Claude, a épousé Agrippine, fille de Julia, et Livilla, la sœur de Claude, est mariée à Castor, le fils de Tibère. Postumus est également marié mais couche secrètement avec Livilla qui n'aime guère son époux. Claude, lui, n'est pas encore marié, bien que Livia négocie avec quelques grandes familles. Pour le moment, peu intéressé par la gent féminine, il préfère rechercher de vieux documents historiques dans les bibliothèques publiques. Auguste ne profite pas d'une heureuse vieillesse. Il apprend bientôt que plusieurs de ses légions ont été massacrées par des hordes germaniques à la frontière de l'Empire. Catastrophé, il envoie Tibère et Germanicus en Germanie pour tenter de régler la situation. Livia, elle, est mécontente pour une autre raison. Elle soupçonne Auguste de vouloir déshériter Tibère au profit de Postumus. Elle complote la perte de celui-ci avec l'aide de Livilla, qui fait croire à Auguste que son petit-fils a tenté de la violer. Auguste tombe dans le panneau et exile Postumus qui a le temps de donner un message à Claude, accusant Livia d'avoir fait le vide autour d'Auguste pour pouvoir donner l'Empire à Tibère. Peu après, Claude se marie avec une géante.
5- La Potion miracle (Poison is Queen) Première diffusion : 11 octobre 1976.
En l'an 14, Auguste peut être satisfait. Germanicus est revenu à Rome après avoir vaincu les Germains. Avant de repartir vers la Germanie, il a une conversation avec son frère Claude qui lui communique le message de Postumus concernant Livia. Germanicus décide d'avertir Auguste. Celui-ci, méfiant, se rend à l'île déserte où il a exilé Postumus et éclate en sanglots en le voyant. Auguste lui promet qu'il rentrera bientôt en grâce, aussitôt qu'il règlera le cas avec le Sénat. De retour à Rome, il s'empresse de faire changer son testament. Livia, qui soupçonne quelque chose, pervertit l'une des vestales et parvient à connaître le contenu du nouveau testament. Elle décide d'empoisonner Auguste en humectant plusieurs des figues de son jardin de sa potion. Auguste meurt au bout de quelques heures. L'ancien testament d'Auguste a force de loi puisque l'autre n'a pas été ratifié par le Sénat et Tibère est proclamé empereur. Une troupe, menée par le nouveau préfet Séjanus, se rend au lieu de détention de Postumus pour l'égorger.
6- Une certaine Justice (Some Justice) Première diffusion : 18 octobre 1976.
Nous sommes maintenant en l'an 20. Agrippine est de retour à Rome après la mort de son mari Germanicus, décédé de façon suspecte en Asie. Elle intente bientôt un procès contre le gouverneur de l'Asie, Piso, et son épouse, Plancina, et les accuse ouvertement de l'avoir fait assassiner. Castor, fils de Tibère, prend le parti d'Agrippine et devient le procureur devant plaider au Sénat devant l'empereur. Tibère accepte le procès. Le nouvel empereur est peu reconnaissant envers sa mère, qui doit se contenter d'une retraite dorée. Il préfère faire confiance à son préfet Séjanus, qui mène une politique très répressive contre les ennemis réels ou supposés du pouvoir. Tibère s'aperçoit que la défense de Piso pourrait lui faire du tort et décide de l'abandonner à son sort. Pour éviter l'humiliation que sa famille soit jetée à la rue, l'ancien gouverneur doit se suicider pendant que son épouse Plancina a obtenu la protection de Livia. Celle-ci, qui a enquêté sur la mort de Germanicus, s'aperçoit que son fils Caligula a probablement trempé dans le meurtre.
7- La Déesse (Queen of Heaven) Première diffusion : 25 octobre 1976.
En l'an 27, Tibère vit maintenant retiré sur l'île de Capri et laisse son âme damnée, Séjanus, gouverner l'Empire à sa place. Celui-ci a pris Livilla comme maîtresse et fait éliminer tous les héritiers possibles de l'empereur qui pourraient barrer sa route vers le trône. Le fils aîné d'Agrippine est envoyé en exil sur une île déserte. Bientôt, c'est Castor, le propre fils de Tibère, qui décède, empoisonné par Livilla dont le but est d'épouser Séjanus. De son côté, Livia, complètement délaissée par Tibère, cherche à faire promettre aux éventuels successeurs de son fils, Caligula et Claude, de la déifier après sa mort. Claude promet mais est certain que la prophétie le désignant un jour empereur ne se réalisera pas. Avant de mourir, Livia lui confesse tous les crimes qu'elle a commis depuis la mort de Marcellus.
8- Un règne de terreur (Reign of Terror) Première diffusion : 1er novembre 1976.
En 31, l'ambition de Tibère, toujours installé à Capri, ne se limite plus qu'à satisfaire ses fantasmes sexuels. Il se fie à Séjanus pour gouverner à Rome et celui-ci élimine les dernières personnes qui pourraient lui barrer le chemin jusqu'au trône. Il exile Agrippine sur une île déserte de la Méditerranée et jette au cachot son second fils qu'il accuse d'avoir comploté pour assassiner l'empereur. Il demande à Tibère la main de sa bru Livilla. À sa grande surprise, Tibère refuse et lui propose plutôt d'épouser Hélène, la fille de Livilla qui a dû rompre ses fiançailles avec le fils d'Agrippine. Lorsque Livilla l'apprend, elle lui fait une énorme scène, d'autant plus que Séjanus a l'intention d'accepter l'offre de l'empereur. Bientôt, Hélène tombe malade et se sent de plus en plus mal. Antonia, mère de Livilla, soupçonne sa fille de l'empoisonner et envoie un message d'urgence à Tibère, par l'entremise de Claude, pour l'avertir de la trahison de Séjanus. Aussitôt, Tibère rentre à Rome pour préparer sa vengeance. Séjanus et tous ses proches sont arrêtés puis exécutés. Les deux jeunes enfants de Séjanus ne sont pas épargnés. Antonia, choquée de l'indignité de Livilla, l'enferme dans sa chambre et l'y laisse mourir de faim. Claude, qui avait pourtant épousé la sœur de Séjanus en secondes noces, s'en tire sans trop de mal.
9- Zeus, par Jupiter ! (Zeus, By Jove!) Première diffusion: 8 novembre 1976.
Le règne de Tibère s'achève en 37 dans la terreur. Caligula se proclame aussitôt empereur à la grande satisfaction des sénateurs qui croient qu'ils pourront facilement le manipuler. De son côté, Claude pense que les frasques de son neveu précipiteront le retour de la République. Après une maladie qui semble avoir été simulée, le nouvel empereur proclame qu'il est un dieu à l'égal de Jupiter et ordonne qu'on l'adore et qu'on lui bâtisse un temple. Il épouse et déifie sa sœur Drusilla qui tombe bientôt enceinte de lui. Caligula est obsédé par cet enfant et par la légende qui veut que Jupiter ait été chercher son bébé dans le ventre de sa femme enceinte pour le dévorer. Claude est abattu: sa mère Antonia, écœurée que la dynastie soit tombée si bas, s'est donnée la mort. Au palais, en revenant des funérailles, il est atterré lorsqu'il découvre que Caligula a éventré Drusilla et qu'il a mangé le fœtus.
10- Devinez qui ? (Hail Who?) Première diffusion: 15 novembre 1976.
Caligula, toujours caractérisé par sa folie sanguinaire, est maintenant marié à Césonia, au demeurant une femme tout à fait normale, et a une petite fille. Son oncle Claude lui sert à la fois de confident et de bouffon. Il part bientôt en guerre contre Neptune et revient à Rome en se déclarant vainqueur, emmenant comme butin des milliers de coquillages. Au cours d'une cérémonie nocturne, il oblige Claude à épouser l'une de ses concubines, Messaline. Mais Caligula a semé la haine chez ses proches. Le chef de sa garde prétorienne, Cassius Chaerea, est continuellement humilié par lui. Avec la complicité de quelques sénateurs, il complote sa mort. Après un spectacle au Cirque, l'empereur est cerné dans un des tunnels du bâtiment et poignardé sauvagement par les rebelles. Ceux-ci s'en prennent ensuite à Césonia et à sa petite fille qu'ils assassinent dans les chambres du palais. À la recherche des meurtriers, les prétoriens prennent Claude, dernier survivant de la dynastie, qui était caché sous une tenture, et décident de le proclamer empereur.
11- Empereur malgré lui (Fool's Luck) Première diffusion: 22 novembre 1976.
Républicain dans l'âme, Claude refuse de légaliser l'acte des prétoriens. Sur ces entrefaites, il reçoit la visite du seul ami qui lui reste, Hérode Agrippa qui le persuade de rester empereur sinon ce sera l'anarchie. Il pourra toujours restaurer la République plus tard. Après avoir fait authentifier l'acte par le Sénat, il s'installe au palais impérial avec Messaline. Le couple semble très amoureux l'un de l'autre, mais Messaline n'est qu'une intrigante voulant profiter de la naïveté de son mari. Elle fait revenir d'Espagne le gouverneur Appius Silanus dont elle veut faire son amant. Écœuré, celui-ci refuse mais Messaline lui fait croire qu'il s'agit d'un ordre de l'empereur. Silanus, qui la croit, tente d'assassiner Claude lors d'une entrevue. C'est un échec et il est arrêté. Malgré les suppliques de Messaline, Claude ordonne son exécution. Messaline décide de le lui faire payer cher.
12- Messaline (A God in Colchester) Première diffusion: 29 novembre 1976.
Claude revient à Rome après avoir conquis la Bretagne. Messaline a profité de son absence pour le tromper avec le tout-Rome. Le palais impérial est devenu un véritable lupanar. Claude n'en sait rien, d'autant plus qu'on lui annonce que Hérode Agrippa vient de se révolter contre l'Empire au Moyen-Orient. Préoccupé par cette révolte surprenante, il ne voit rien autour de lui. Heureusement, Hérode Agrippa est finalement vaincu. Les deux affranchis que Claude a pris comme conseillers, Narcisse et Pallas, attendent le bon moment pour dénoncer Messaline. Celle-ci a pris un nouvel amant et s'apprête à faire un coup d'État qui le proclamerait empereur. Les affranchis n'hésitent plus. Grâce à une vieille amante de Claude, Calpurnia, ils parviennent à le persuader que Messaline l'a trahi. Complètement abattu, il signe l'arrêt d'exécution de son épouse.
13- La Fin du voyage (Old King Log) Première diffusion : 6 décembre 1976.
Nous sommes en l'an 54. Agrippine la Jeune, dernière femme de Claude, et son fils né d'un premier mariage, Néron, pénètrent dans les appartements de l'empereur décédé et tombent sur l'énorme autobiographie dont ils lisent les derniers chapitres. Persuadé par Pallas, Claude a accepté d'épouser sa nièce Agrippine, sœur de Caligula, pourtant connue pour sa vie dissolue. Il a accepté que Néron épouse sa fille naturelle Octavie. Il a accepté également de déshériter son fils Britannicus au profit de Néron. Il croit que la folie d'un Néron empereur va précipiter la restauration de la République. Voyant ses arrières assurées, Agrippine la Jeune a fait mourir Claude avec une assiette de champignons empoisonnés. Elle et Néron s'emploient ensuite à brûler toute l'autobiographie de Claude, ignorant que celui-ci a caché soigneusement une copie quelque part qui devrait, selon la Sibylle, être découverte dans 2000 d'ans.

## Critiques
Cette série reprend les poncifs des récits des historiens comme Tacite, Suétone ou Dion Cassius qui sont des œuvres de contre-propagande sénatoriale s'opposant à la propagande impériale de la dynastie julio-claudienne qui, lorsqu'elle valorise un régime autoritaire cherchant à diminuer les privilèges des sénateurs voire humilier cette élite sociale, suscite ces écrits « historiques » tendancieux qui ont inspiré l'iconographie et l'historiographie contemporaines.